# Salim Wardé
Salim Aziz Wardé, né le 1er octobre 1968 à Zahlé, est un homme politique libanais grec-catholique. En 2009, il devient ministre de la Culture du gouvernement de Saad Hariri.